# Agelanthus igneus
Agelanthus igneus là một loài thực vật có hoa trong họ Loranthaceae. Loài này được (Danser) Polhill & Wiens mô tả khoa học đầu tiên năm 1992.